# Jugend- und Familienministerkonferenz
Die Jugend- und Familienministerkonferenz der Länder (JFMK) ist die ständige Fachkonferenz der für Kinder-, Jugend- und Familienpolitik zuständigen Ministerinnen und Minister sowie Senatorinnen und Senatoren der deutschen Bundesländer. Sie berät und beschließt im Rahmen der Zuständigkeit der Länder über grundsätzliche Angelegenheiten der Kinder-, Jugend- und Familienpolitik und dient der gemeinschaftlichen Erörterung rechtlicher, fachlicher und politischer Fragen. Insbesondere Themen der Jugendarbeit, Kindertagesbetreuung, Hilfen zur Erziehung, des Jugendmedienschutzes oder zur Weiterentwicklung einer bedarfsgerechten Familienpolitik sind regelmäßig Gegenstand der Beratungen. Dabei arbeitet die JFMK eng mit anderen Fachministerkonferenzen wie z. B. der Kultusministerkonferenz zusammen.
Da die Zuständigkeit für Kinder- und Jugendpolitik in einigen Ländern auf verschiedene Ministerien verteilt ist, werden diese Länder in der JFMK durch zwei Minister/Ministerinnen oder Senatoren/Senatorinnen vertreten; bei der Beschlussfassung hat aber jedes Land nur eine Stimme. An den jährlichen Treffen nimmt die Bundesministerin für Familie, Senioren, Frauen und Jugend als ständiger Gast teil. Vorbereitet werden die Beschlüsse der Jugend- und Familienministerkonferenz im Frühjahr durch die Arbeitsgemeinschaft der Obersten Landesjugend- und Familienbehörden (AGJF), welche ebenfalls im Herbst die Umsetzung sicherstellt.
Vorsitz und Geschäftsführung der JFMK wechseln im Jahresturnus zwischen den Ländern, seit 2014 in alphabetischer Reihenfolge. Im Jahr 2025 hat die Hamburger Sozialsenatorin Melanie Schlotzhauer den Vorsitz der JFMK inne.
Anders als die Kultusministerkonferenz verfügt die JFMK nicht über eine dauerhafte Geschäftsstelle. Die Geschäftsstelle wird stattdessen für jeweils ein Jahr beim jeweiligen Vorsitzland eingerichtet. 